# Apicia cognata
Apicia cognata är en fjärilsart som beskrevs av W. Warren 1905. Apicia cognata ingår i släktet Apicia och familjen mätare. Inga underarter finns listade i Catalogue of Life.